# Thliptoceras formosanum
Thliptoceras formosanum là một loài bướm đêm trong họ Crambidae.